# 15e étape du Tour d'Espagne 2013
La 15e étape du Tour d'Espagne 2013 s'est déroulée le dimanche 8 septembre 2013, entre Andorre et Peyragudes sur une distance de 224,9 km.

## Résultats

### Classement de l'étape
| Classement de la 15e étape | Classement de la 15e étape | Classement de la 15e étape | Classement de la 15e étape | Classement de la 15e étape |
|                            | Coureur                    | Pays                       | Équipe                     | Temps                      |
| -------------------------- | -------------------------- | -------------------------- | -------------------------- | -------------------------- |
| 1er                        | Alexandre Geniez           | France                     | FDJ.fr                     | en 6 h 20 min 12 s         |
| 2e                         | Michele Scarponi           | Italie                     | Lampre-Merida              | + 3 min 3 s                |
| 3e                         | Nicolas Roche              | Irlande                    | Saxo-Tinkoff               | + 3 min 7 s                |
| 4e                         | Vincenzo Nibali            | Italie                     | Astana                     | + 3 min 20 s               |
| 5e                         | Alejandro Valverde         | Espagne                    | Movistar                   | + 3 min 20 s               |
| 6e                         | Christopher Horner         | États-Unis                 | RadioShack-Leopard         | + 3 min 20 s               |
| 7e                         | Joaquim Rodríguez          | Espagne                    | Katusha                    | + 3 min 20 s               |
| 8e                         | Domenico Pozzovivo         | Italie                     | AG2R La Mondiale           | + 3 min 20 s               |
| 9e                         | José Herrada               | Espagne                    | Movistar                   | + 3 min 23 s               |
| 10e                        | David Arroyo               | Espagne                    | Caja Rural-Seguros RGA     | + 3 min 23 s               |
| modifier                   |                            |                            |                            |                            |

### Points attribués
| Sprint intermédiaire de Bossòst (km 139) | Sprint intermédiaire de Bossòst (km 139) | Sprint intermédiaire de Bossòst (km 139) | Sprint intermédiaire de Bossòst (km 139) | Sprint intermédiaire de Bossòst (km 139) |
| ---------------------------------------- | ---------------------------------------- | ---------------------------------------- | ---------------------------------------- | ---------------------------------------- |
|                                          | Coureur                                  | Pays                                     | Équipe                                   | Point(s)                                 |
| 1er                                      | Francis De Greef                         | Belgique                                 | Lotto-Belisol                            | 4                                        |
| 2e                                       | André Cardoso                            | Portugal                                 | Caja Rural-Seguros RGA                   | 2                                        |
| 3e                                       | Mikaël Cherel                            | France                                   | AG2R La Mondiale                         | 1                                        |
| modifier                                 |                                          |                                          |                                          |                                          |

| Sprint intermédiaire de Saint-Aventin (km 209,5) | Sprint intermédiaire de Saint-Aventin (km 209,5) | Sprint intermédiaire de Saint-Aventin (km 209,5) | Sprint intermédiaire de Saint-Aventin (km 209,5) | Sprint intermédiaire de Saint-Aventin (km 209,5) |
| ------------------------------------------------ | ------------------------------------------------ | ------------------------------------------------ | ------------------------------------------------ | ------------------------------------------------ |
|                                                  | Coureur                                          | Pays                                             | Équipe                                           | Point(s)                                         |
| 1er                                              | Alexandre Geniez                                 | France                                           | FDJ.fr                                           | 4                                                |
| 2e                                               | André Cardoso                                    | Portugal                                         | Caja Rural-Seguros RGA                           | 2                                                |
| 3e                                               | Mikaël Cherel                                    | France                                           | AG2R La Mondiale                                 | 1                                                |
| modifier                                         |                                                  |                                                  |                                                  |                                                  |

| \| Classement de l'étape \| Classement de l'étape \| Classement de l'étape \| Classement de l'étape \| Classement de l'étape \| \| --------------------- \| --------------------- \| --------------------- \| ---------------------- \| --------------------- \| \| \| Coureur \| Pays \| Équipe \| Point(s) \| \| 1er \| Alexandre Geniez \| France \| FDJ.fr \| 25 \| \| 2e \| Michele Scarponi \| Italie \| Lampre-Merida \| 20 \| \| 3e \| Nicolas Roche \| Irlande \| Saxo-Tinkoff \| 16 \| \| 4e \| Vincenzo Nibali \| Italie \| Astana \| 14 \| \| 5e \| Alejandro Valverde \| Espagne \| Movistar \| 12 \| \| 6e \| Christopher Horner \| États-Unis \| RadioShack-Leopard \| 10 \| \| 7e \| Joaquim Rodríguez \| Espagne \| Katusha \| 9 \| \| 8e \| Domenico Pozzovivo \| Italie \| AG2R La Mondiale \| 8 \| \| 9e \| José Herrada \| Espagne \| Movistar \| 7 \| \| 10e \| David Arroyo \| Espagne \| Caja Rural-Seguros RGA \| 6 \| \| 11e \| Thibaut Pinot \| Estonie \| FDJ.fr \| 5 \| \| 12e \| Samuel Sánchez \| Espagne \| Euskaltel Euskadi \| 4 \| \| 13e \| Leopold König \| Tchéquie \| NetApp-Endura \| 3 \| \| 14e \| Rigoberto Urán \| Colombie \| Sky \| 2 \| \| modifier \| \| \| \| \| |                    |            |                        |          |
| Classement de l'étape |                    |            |                        |          |
| | Coureur            | Pays       | Équipe                 | Point(s) |
| 1er | Alexandre Geniez   | France     | FDJ.fr                 | 25       |
| 2e | Michele Scarponi   | Italie     | Lampre-Merida          | 20       |
| 3e | Nicolas Roche      | Irlande    | Saxo-Tinkoff           | 16       |
| 4e | Vincenzo Nibali    | Italie     | Astana                 | 14       |
| 5e | Alejandro Valverde | Espagne    | Movistar               | 12       |
| 6e | Christopher Horner | États-Unis | RadioShack-Leopard     | 10       |
| 7e | Joaquim Rodríguez  | Espagne    | Katusha                | 9        |
| 8e | Domenico Pozzovivo | Italie     | AG2R La Mondiale       | 8        |
| 9e | José Herrada       | Espagne    | Movistar               | 7        |
| 10e | David Arroyo       | Espagne    | Caja Rural-Seguros RGA | 6        |
| 11e | Thibaut Pinot      | Estonie    | FDJ.fr                 | 5        |
| 12e | Samuel Sánchez     | Espagne    | Euskaltel Euskadi      | 4        |
| 13e | Leopold König      | Tchéquie   | NetApp-Endura          | 3        |
| 14e | Rigoberto Urán     | Colombie   | Sky                    | 2        |
| modifier |                    |            |                        |          |

### Cols et côtes
| Port del Cantó (km 31) 1re catégorie | Port del Cantó (km 31) 1re catégorie | Port del Cantó (km 31) 1re catégorie | Port del Cantó (km 31) 1re catégorie | Port del Cantó (km 31) 1re catégorie |
| ------------------------------------ | ------------------------------------ | ------------------------------------ | ------------------------------------ | ------------------------------------ |
|                                      | Coureur                              | Pays                                 | Équipe                               | Point(s)                             |
| 1er                                  | Nicolas Edet                         | France                               | Cofidis                              | 10                                   |
| 2e                                   | Serge Pauwels                        | Belgique                             | Omega Pharma-Quick Step              | 6                                    |
| 3e                                   | André Cardoso                        | Portugal                             | Caja Rural-Seguros RGA               | 4                                    |
| 4e                                   | Mikaël Cherel                        | France                               | AG2R La Mondiale                     | 2                                    |
| 5e                                   | Warren Barguil                       | France                               | Argos-Shimano                        | 1                                    |
| modifier                             |                                      |                                      |                                      |                                      |

| Port de la Bonaigua (km 101) 1re catégorie | Port de la Bonaigua (km 101) 1re catégorie | Port de la Bonaigua (km 101) 1re catégorie | Port de la Bonaigua (km 101) 1re catégorie | Port de la Bonaigua (km 101) 1re catégorie |
| ------------------------------------------ | ------------------------------------------ | ------------------------------------------ | ------------------------------------------ | ------------------------------------------ |
|                                            | Coureur                                    | Pays                                       | Équipe                                     | Point(s)                                   |
| 1er                                        | Nicolas Edet                               | France                                     | Cofidis                                    | 10                                         |
| 2e                                         | André Cardoso                              | Portugal                                   | Caja Rural-Seguros RGA                     | 6                                          |
| 3e                                         | Mikaël Cherel                              | France                                     | AG2R La Mondiale                           | 4                                          |
| 4e                                         | Warren Barguil                             | France                                     | Argos-Shimano                              | 2                                          |
| 5e                                         | Alexandre Geniez                           | France                                     | FDJ.fr                                     | 1                                          |
| modifier                                   |                                            |                                            |                                            |                                            |

| Port de Balès (km 193) 1re catégorie | Port de Balès (km 193) 1re catégorie | Port de Balès (km 193) 1re catégorie | Port de Balès (km 193) 1re catégorie | Port de Balès (km 193) 1re catégorie |
| ------------------------------------ | ------------------------------------ | ------------------------------------ | ------------------------------------ | ------------------------------------ |
|                                      | Coureur                              | Pays                                 | Équipe                               | Point(s)                             |
| 1er                                  | André Cardoso                        | Portugal                             | Caja Rural-Seguros RGA               | 10                                   |
| 2e                                   | Alexandre Geniez                     | France                               | FDJ.fr                               | 6                                    |
| 3e                                   | Mikaël Cherel                        | France                               | AG2R La Mondiale                     | 4                                    |
| 4e                                   | Francis De Greef                     | Belgique                             | Lotto-Belisol                        | 2                                    |
| 5e                                   | Michele Scarponi                     | Italie                               | Lampre-Merida                        | 1                                    |
| modifier                             |                                      |                                      |                                      |                                      |

| Peyragudes (km 225) 1re catégorie | Peyragudes (km 225) 1re catégorie | Peyragudes (km 225) 1re catégorie | Peyragudes (km 225) 1re catégorie | Peyragudes (km 225) 1re catégorie |
| --------------------------------- | --------------------------------- | --------------------------------- | --------------------------------- | --------------------------------- |
|                                   | Coureur                           | Pays                              | Équipe                            | Point(s)                          |
| 1er                               | Alexandre Geniez                  | France                            | FDJ.fr                            | 10                                |
| 2e                                | Michele Scarponi                  | Italie                            | Lampre-Merida                     | 6                                 |
| 3e                                | Nicolas Roche                     | Irlande                           | Saxo-Tinkoff                      | 4                                 |
| 4e                                | Vincenzo Nibali                   | Italie                            | Astana                            | 2                                 |
| 5e                                | Alejandro Valverde                | Espagne                           | Movistar                          | 1                                 |
| modifier                          |                                   |                                   |                                   |                                   |

## Classements à l'issue de l'étape

### Classement général
| Classement général | Classement général | Classement général | Classement général | Classement général  |
|                    | Coureur            | Pays               | Équipe             | Temps               |
| ------------------ | ------------------ | ------------------ | ------------------ | ------------------- |
| 1er                | Vincenzo Nibali    | Italie             | Astana             | en 60 h 20 min 21 s |
| 2e                 | Christopher Horner | États-Unis         | RadioShack-Leopard | + 50 s              |
| 3e                 | Alejandro Valverde | Espagne            | Movistar           | + 1 min 42 s        |
| 4e                 | Joaquim Rodríguez  | Espagne            | Katusha            | + 2 min 57 s        |
| 5e                 | Domenico Pozzovivo | Italie             | AG2R La Mondiale   | + 3 min 43 s        |
| 6e                 | Nicolas Roche      | Irlande            | Saxo-Tinkoff       | + 3 min 49 s        |
| 7e                 | Thibaut Pinot      | France             | FDJ.fr             | + 4 min 59 s        |
| 8e                 | Leopold König      | Tchéquie           | NetApp-Endura      | + 6 min 18 s        |
| 9e                 | Samuel Sánchez     | Espagne            | Euskaltel Euskadi  | + 7 min 46 s        |
| 10e                | Tanel Kangert      | Estonie            | Astana             | + 9 min 11 s        |
| modifier           |                    |                    |                    |                     |

### Classement par points
| Classement par points | Classement par points | Classement par points | Classement par points | Classement par points |
| --------------------- | --------------------- | --------------------- | --------------------- | --------------------- |
|                       | Coureur               | Pays                  | Équipe                | Point(s)              |
| 1er                   | Alejandro Valverde    | Espagne               | Movistar              | 114 points            |
| 2e                    | Nicolas Roche         | Irlande               | Katusha               | 105 pts               |
| 3e                    | Daniel Moreno         | Espagne               | Saxo-Tinkoff          | 98 pts                |
| modifier              |                       |                       |                       |                       |

### Classement du meilleur grimpeur
| Classement du meilleur grimpeur | Classement du meilleur grimpeur | Classement du meilleur grimpeur | Classement du meilleur grimpeur | Classement du meilleur grimpeur |
| ------------------------------- | ------------------------------- | ------------------------------- | ------------------------------- | ------------------------------- |
|                                 | Coureur                         | Pays                            | Équipe                          | Point(s)                        |
| 1er                             | Nicolas Edet                    | France                          | Cofidis                         | 33 points                       |
| 2e                              | Daniele Ratto                   | Italie                          | Cannondale                      | 30 pts                          |
| 3e                              | Christopher Horner              | États-Unis                      | RadioShack-Leopard              | 22 pts                          |
| modifier                        |                                 |                                 |                                 |                                 |

### Classement du combiné
| Classement du combiné | Classement du combiné | Classement du combiné | Classement du combiné | Classement du combiné |
| --------------------- | --------------------- | --------------------- | --------------------- | --------------------- |
|                       | Coureur               | Pays                  | Équipe                | Point(s)              |
| 1er                   | Christopher Horner    | États-Unis            | RadioShack-Leopard    | 6 points              |
| 2e                    | Vincenzo Nibali       | Italie                | Astana                | 13 pts                |
| 3e                    | Nicolas Roche         | Irlande               | Saxo-Tinkoff          | 13 pts                |
| modifier              |                       |                       |                       |                       |

### Classement par équipes
| Classement par équipes | Classement par équipes | Classement par équipes | Classement par équipes |
|                        | Équipe                 | Pays                   | Temps                  |
| ---------------------- | ---------------------- | ---------------------- | ---------------------- |
| 1re                    | Astana                 | Kazakhstan             | en 180 h 26 min 37 s   |
| 2e                     | Euskaltel Euskadi      | Espagne                | + 3 min 53 s           |
| 3e                     | Movistar               | Espagne                | + 4 min 20 s           |
| modifier               |                        |                        |                        |

## Abandons
- Graeme Brown (Belkin) : abandon
- Baden Cooke (Orica-GreenEDGE) : abandon
- Philippe Gilbert (BMC Racing) : abandon
- Tomasz Marczyński (Vacansoleil-DCM) : non-partant
- Tony Martin (Omega Pharma-Quick Step) : abandon
- Luke Rowe (Sky) : abandon
- Daniel Schorn (NetApp-Endura) : abandon
- Simone Stortoni (Lampre-Merida) : abandon
- Zdeněk Štybar (Omega Pharma-Quick Step) : abandon
- Kristof Vandewalle (Omega Pharma-Quick Step) : abandon